# Ministeri de Desenvolupament Maori
El Ministeri de Desenvolupament Maori (en maori: Te Puni Kōkiri; en anglès: Ministry of Māori Development) és un departament del sector públic (ministeri) del govern de Nova Zelanda responsable per les polítiques relacionades i afectant els maoris, el poble indígena neozelandès.
El ministeri informa al Ministre d'Afers Maoris. Fins a l'Acta de Relacions Maoris de 1947, la qual canvià l'ús de la paraula «natiu» per «maori» per tot el govern i país, el ministeri es coneixia com al Departament d'Afers Natius. El nom actual en maori significa «un grup avançant junts».
L'actual directora del ministeri és Michelle Hippolite i l'actual Ministre d'Afers Maoris és Pita Sharples.